# Tata Motors
Тата моторс је највећи индијски мултинационални произвођач аутомобила са седиштем у Мумбају и део је Тата групе. Поред путничких аутомобила производи још и аутобусе, камионе, комерцијална возила, спортске аутомобиле, грађевинске машине и војна возила.
Компанија је основана 1945. године као произвођач локомотива, а своје прво комерцијално возило произвео је 1954. године у сарадњи са Дајмлер-Бенцом, са који се сарадња завршила 1969. године. На тржиште путничких аутомобила улази 1991. године лансирајући модел сијера и тако постаје први индијски произвођач који има способност да самостално развија аутомобиле. Године 2008, на тржиште избацује модел нано, као најјефтинији аутомобил на свету са ценом од око 2.500 долара у то време.
Године 2012, био је на шеснаестом месту у свету са преко 1,2 милиона произведних возила, а 2015. године произвео је нешто више од милион возила, од чега пола припада Јагур Ланд Роверу.
Тата моторс има производне погоне у Џамшедпуру, Пантнагару, Лакнау, Сананду, Дарваду и Пуни у Индији, као и у Аргентини, Јужној Африци, Уједињеном Краљевству и Тајланду. Истраживачки и развојни центри налазе се у индијским градовима Пуни, Џамшедпуру, Лакнау и Дарваду, затим у Јужној Кореји, Уједињеном Краљевству и Шпанији. Од 2008. године, преузевши од Форда, под окриљем Тата моторса налази се енглески произвођач луксузних аутомобила Јагуар Ланд Ровер (марке Јагуар и Ланд Ровер) и од 2004. године јужнокорејски произвођач комерцијалних возила Тата Даеву. Заједно са бразилском компанијом Marcopolo S.A. производи аутобусе (Tata Marcopolo), грађевинске машине ради са јапанском компанијом Hitachi, а са Фијат Крајслером производи аутомобилске делове.